# Sphaerion inerme
Sphaerion inerme là một loài bọ cánh cứng trong họ Cerambycidae.